# Чертіж (Ужгородський район)
Черті́ж — село в Ужгородському районі Закарпатської області на річці В'єла. 

## Історія
В 1937 році в околицях Чертіжа, в каменоломні виявлено бронзовий скарб епохи пізної бронзи, що знаходився в товстостінній посудині.
Назва села, скоріш за все, походить від поширеної в цій місцевості Соні лісової, відомої також як чертіж, чертежник, лупей
В письмових джерелах село відоме під назвами «Czyrczys», «Czerczes», «Chyertez». Джерела вказують, що село існувало уже перед 1407 роком, яким датується перша згадка про нього. Під роком 1421 йдеться про будівництво дороги з Солотвина на Чертеж. Село заснували руські переселенці на волоському праві.
Джерела свідчать, що в 1578 році у селі ще управляв шолтейс. В XV—XVII ст. селом володіли землевласники з Часловець, Сюрте, Тибави та родина Добо з Середнього. В 1599 році в селі нараховувалось 12 залежних селянських господарств. Це за тогочасними мірками — середнє за величиною село. В 1715 році в селі господарювали 10 селянських родин, які обробляли також панські виноградники.
В селі розташований маєток, що належав губернатору Підкарпатської Русі Костянтину Грабарю. Основа будівлі зведена в XVII столітті, в XIX належала угорському дворянину Kandó Kálmán (1811–1888) . В 1900 будівлю викупив священик, батько майбутнього губернатора, Леонтин Грабар.
Під будівлею маєтку, в скельній породі, витесаний винний підвал (пивниця) у формі підкови. В 1922 році посередині маєткового комплексу була зведена невеличка каплиця.
В радянський час в маєтку був влаштований заклад із лікування легеневих та сердечних захворювань. Згодом його перепрофілювали в тубдиспансер, а потім наркотубдиспансер. На даний час маєток повернутий у власність нащадків Костянтина Грабаря.
19 вересня 2024 року Верховна Рада підтримала перейменування села Чертеж на Чертіж. 26 вересня 2024 року перейменування набуло чинності.

## Політика

### Парламентські вибори, 2019
На позачергових парламентських виборах 2019 року у селі функціонувала окрема виборча дільниця № 210568, розташована у приміщенні клубу.
Результати
- зареєстровано 389 виборців, явка 50,90%, найбільше голосів віддано за «Слугу народу» — 49,22%, за Всеукраїнське об'єднання «Батьківщина» — 13,47%, за «Опозиційну платформу — За життя» — 8,29%.[3] В одномандатному окрузі найбільше голосів отримав Олександр Пекарь (Слуга народу) — 29,63%, за Роберта Горвата (самовисування) і Андрія Андріїва (самовисування) — по 21,16%[4].

## Релігія
Храм св. арх. Михайла. 1917.
Найдавніша церква стояла на Сороканиному березі. У 1751 р. згадують дерев’яну церкву св. арх. Михайла з усіма гарними образами та двома дзвонами. Очевидно, ця церква стояла недалеко від теперішньої, там, де росте стара липа. Поряд була дерев’яна дзвіниця.
Нині в селі стоїть типова мурована базиліка, споруджена з 1914 р. по 1917 р. Церква має гарне барокове завершення башти, бічні апсиди. На поверхні стін і на вежі вдало згруповано вузькі вікна з арковим завершенням. Камінь на церкву лупали недалеко від села, цеглу також виробляли на місці.
Дерево з розібраної дерев’яної церкви пішло на дахову конструкцію та вежу. Організували будівництво куратори Лоя, Луцьо та Малинич.
За спогадами Василя Малинича, 1913 р. н., церкву будували шваби з Паланку, а керував будівництвом майстер Кужель з Середнього (?), який паралельно вів будівництво церкви в Червеньові. Син куратора Малинича зібрав у Америці гроші на церкву і передав додому, але сам не повернувся. Церква має гарний іконостас та ікони. Малювання стін виконав Ф. Решетар аж у 1970р. У кожній композиції написані прізвища жертвувачів.
У церкві зберігається вівтар з каплиці губернатора Підкарпатської Русі Костянтина Грабаря, похованого коло церкви. У радянський період майстри Михайло Аабик та Греньо переробили турню, а бляхарську роботу виконав ужгородець Федір Феник з помічником Данацком. У бані над вівтарем сховано грамоту з іменами всіх причетних до перебудови вежі. На вежі – два дзвони: новий великий, який піднімали, збудувавши кількаярусні дерев’яні сходи, та малий, що залишився зі старого комплекту (один дзвін забрали в Першу світову війну, а другий тріснув). Будували церкву за священика о. Євгена Петрика. Після нього служили о. Гомічко та о. Орос.

## Відомі люди
- Грабар Костянтин — священик, мистецтвознавець, громадський діяч на Закарпатті.[5]
- Сембратович Лев Ісидор — парох Чертіжа.[6]

## Туристичні місця
- храм св. арх. Михайла. 1917.
- у селі розташований Парк «Чертеж».
- бронзовий скарб епохи пізної бронзи, що знаходився в товстостінній посудині.
- маєток, що належав губернатору Підкарпатської Русі Костянтину Грабарю. Основа будівлі зведена в XVII столітті, 